# 王春楨
王春楨（1579年—1611年），字元夫、元復，號鶴門，山西平陽府蒲州猗氏縣人，明朝政治人物。

## 生平
王春楨是萬曆二十年進士王國瑚的長子，年少聰慧，七歲時坐在父親置膝蓋上學習《河圖》，數句就明白理論，不久他看見《洛書》，立即詢問兩者的異同之處，父親大感驚奇。萬曆三十一年（1603年）中山西乡试第三名舉人經魁，萬曆三十五年（1607年）會試中本擬取為會元，但主考官以卷面北字只取為第二；成進士後獲授行人，出使冊封楚肅二藩，謝絕藩王的饋贈，說：「我怎能初做官就背棄官常呢！」他天性孝友，胸襟廣闊，因病回鄉後依舊神閒氣定，死後鄉老無不落淚，老農宋某為他大哭，說：「我為賢大夫而哭！」卒年三十三歲，入祀鄉賢祠，有子王含光。

## 家族
曾祖王守。祖父王明德，封知县。父王国瑚，大理寺左评事。母趙氏，継母张氏。重庆下。兄阳桢、秋桢。弟巖楨、濟楨。